# 莫斯卡利夫卡 (丘胡伊夫區)
50°3′21″N 37°7′3″E / 50.05583°N 37.11750°E
莫斯卡利夫卡（烏克蘭語：Москалівка）是位於烏克蘭東部的村莊，由哈爾科夫州丘胡伊夫区的舊薩爾蒂夫市鎮負責管轄。該村始建於1709年，面積1.53平方公里，海拔高度131米，2001年人口169。